# Crocidura tansaniana
Crocidura tansaniana је сисар из реда Soricomorpha и фамилије Soricidae.

## Угроженост
Ова врста се сматра угроженом.

## Распрострањење
Ареал врсте је ограничен на једну државу. 
Танзанија је једино познато природно станиште врсте.

## Станиште
Станиште врсте су шуме.